# VS-Webzine
VS-Webzine est un webzine musical français en ligne actif entre 1999 et 2016. 
Généralement consacré au metal, VS-Webzine s'est aussi ouvert à d'autres styles musicaux. Ce webzine est arrivé en tête du référendum des lecteurs du magazine Hard & Heavy en 2005 et 2006 dans la catégorie « Meilleur site metal ».
Le site abrite les forums officiels de certains groupes de metal français, notamment Loudblast, No Return, Scarve ou Symbyosis. Le nom du webzine vient de la chanson Violent Solutions du groupe de thrash metal Sacred Reich,.

## Histoire
VS-Webzine est mis en ligne au printemps 1999. 
Le webzine organise deux festivals entre 2004 et 2006 portant son nom : le VS Fest #1 (le 21 mars 2004, avec Loudblast, Gojira, No Return, The Old Dead Tree, Scarve et Garwall), et le VS Fest #2 (le 28 mai 2006, avec Aborted, Kaizen, SUP, Kronos, Carnival in Coal, Malmonde, Benighted, Outcast, Pitbulls in the Nursery, Hacride et Wormfood).
La compilation Revolution Calling sort en juillet 2005 en partenariat avec Listenable Records. Cette compilation rassemble des groupes français de metal et hardcore tels que Hacride, Gojira ou encore Scarve. 
De 2007 à 2016, VS-Webzine était le partenaire Internet du festival Hellfest. Le webzine met en place un concours permettant à ses lecteurs de sélectionner trois formations françaises - 7th Nemesis, Klone et Zubrowska - qui ont pu monter sur les planches du festival,. 
Le 27 juin 2016, le site annonce la fin de ses activités.